# Zaujetí
Zaujetí (v originále Le Brio) je francouzsko-belgický hraný film z roku 2017, který režíroval Yvan Attal. Snímek měl světovou premiéru na filmovém festivalu v Montpellier dne 25. října 2017.

## Děj
Neïla Salah, původem z Créteil, se vždy chtěla stát právničkou. Ale hned první den se na univerzitě Panthéon-Assas dostane do střetu s profesorem Pierrem Mazardem, známým svými provokacemi a ironií, protože přijde na přednášku se zpožděním. Profesor ji požádá o jméno a přitom poukazuje na to, že se francouzské právo od Napoleona vyvinulo, na rozdíl od šaríe. Jako příklad uvádí výběr křestních jmen, kdy vtipkuje, že dříve se křestní jméno muselo vybírat v kalendáři, ale nyní je možno pojmenovat své dítě Tabouret, Carte Orange nebo Abdourahmane. Poté, co tento rozhovor studenti umístí na internet, je obviněn z rasismu. Aby Pierre odčinil své chování, je nucen připravit Neïlu na prestižní řečnickou soutěž. Navzdory svému cynismu a svým požadavkům se zdá, že Neïla v Pierrovi nachází mentora, kterého potřebovala. Oba však musejí překonávat vlastní předsudky.

## Obsazení
| Daniel Auteuil          | Pierre Mazard, profesor práva                       |
| Camélia Jordana         | Neïla Salah, studentka práva                        |
| Yasin Houicha           | Mounir, řidič Uberu, přítel Neïly                   |
| Nozha Khouadra          | matka Neïly                                         |
| Nicolas Vaude           | Grégoire Viviani, prezident Paris II-Panthéon-Assas |
| Jean-Baptiste Lafarge   | Benjamin, student práva                             |
| Claude Perron           | žena se psem                                        |
| Virgil Leclaire         | Keufran, kamarád Neïly                              |
| Zohra Benali            | babička Neïly                                       |
| Damien Zanoly           | Jean Proutot, student práva                         |
| Jean-Philippe Puymartin | předseda na řečnické soutěži                        |
| Paulette Joly           | Mazard, Pierrova matka                              |
| Nassim Si Ahmed         | zákazník                                            |
| Guillaume Duhesme       | řidič                                               |
| Julia Malinbaum         | Anissa, kamarádka Neïly                             |
| Ben Attal               | žák                                                 |
| Xavier Guelfi           | student                                             |

## Ocenění
- César: nejslibnější herečka (Camélia Jordana); nominace v kategoriích nejlepší film a nejlepší herec (Daniel Auteuil)
- Festival Biografim: cena publika v sekci Biografilm Evropa pro Yvana Attala
- Lumières: nominace v kategoriích nejlepší herec (Daniel Auteuil) a nejnadějnější herečka (Camélia Jordana)